# 30I busz (Debrecen)
A debreceni 30I jelzésű autóbusz a Nagyállomás - Petőfi Sándor Általános Iskola - Bánk útvonalon közlekedik. Útvonala során érinti a Nagyállomást, Petőfi Sándor Általános Iskolát és Óvodát, zsibogót, kondorosi hidat, Horgásztavakat, bánki iskolát, Állatmenhelyt, ATEVE-et, ipari területeket és Bánkot.  A 30I jelzésű buszon felül közlekednek 30-as és 30A jelzésű buszok is hasonló útvonalon.
Jelenlegi menetrendje 2011. július 1-jétől érvényes.

## Járművek
A viszonylaton Alfa Cívis 18 csuklós buszok közlekednek.

## Útvonala
| Bánk felé | Nagyállomás felé                                                                                              |
| --- | --- |
| Nagyállomás vá. – Wesselényi utca – Mikepércsi út – Szabó Kálmán utca – Gizella utca – Diószegi út – Bánk vá. | Bánk vá. – Diószegi út – Gizella utca – Szabó Kálmán utca – Mikepércsi út – Wesselényi utca – Nagyállomás vá. |

## Megállóhelyei
Az átszállási kapcsolatok között az üzemidőn kívül közlekedő 30N busz nincsen feltüntetve.
| 0  | Nagyállomás végállomás           | 24 | 1, 2 10, 10A, 10Y, 14, 16, 18, 18Y, 21, 30, 30A, 37, 39, 42, 42A, 43, 44, 46, 46E, 46H, 47, 47Y, 48, 49, 49Y, 146, A1, Airport1 5, 5A Helyközi buszok |
| 2  | Petőfi Sándor Általános Iskola   | 22 | 48 |
| 3  | Madách tér                       | 21 | 48 |
| 5  | Borzán Gáspár utca               | 19 | 11, 15, 15Y, 30, 30A Helyközi buszok |
| 6  | Diószegi út                      | 17 | 15Y, 30, 30A, 41Y |
| 7  | Kisbánya utca                    | 16 | 30 |
| 8  | Kondorosi híd                    | 15 | 30 |
| 9  | Csárda utca                      | 14 | 30 |
| 10 | Biczókert utca                   | 13 | 30 |
| 11 | Páfrány utca (↓) Fóliás utca (↑) | 12 | 30 Helyközi buszok |
| 12 | Barackos utca                    | 11 | 30 Helyközi buszok |
| 13 | Szüret utca                      | 10 | 30 |
| 14 | Horgásztavak                     | 9  | 30 |
| 16 | Vekeri elágazás                  | 7  | 30 Helyközi buszok |
| 18 | Bánk, iskola                     | 5  | 30 |
| 20 | Tiborc utca                      | 4  | 30 Helyközi buszok |
| 21 | Állatmenhely                     | 2  | 30 |
| 22 | ATEV                             | 1  | 30 |
| 23 | Bánk végállomás                  | 0  | 30 |

## Járatsűrűség
A járatok 6.50 és 16.15 között indulnak. Csak tanítási időszakban közlekednek. A Nagyállomásról 6.50 és 16.05-kor indul járat, Bánkról 7.15. és 16.30-kor indul járat.
Pontos indulási idők itt.